# На повороті
«На повороті» — радянський художній фільм 1957 року про життя естонського села за сценарієм Антса Саара, знятий на кіностудії «Талліннфільм».

## Сюжет
У колгосп «Перемога», що відстає, приїжджає новий голова Райво Коткас. При колишньому керівнику Міхкелі Вутте справи в колгоспі не ладналися: погано з заготівлею кормів, впали надої, з'явилися випадки загибелі худоби. Але головна проблема — розбігаються колгоспники — чесні і працьовиті люди, яких бухгалтер колгоспу Олеп, шахрай і інтриган, безкарно обманював з трудоднями. Новий голова за підтримки свідомих членів колгоспу, серед яких і молода агроном Сальме, слушні пропозиції якої раніше відкидалися колишнім керівництвом, береться за справу — змінивши план посіву, знайшовши корми для худоби, налагодивши трудову дисципліну, а головне — викривши махінації бухгалтера, чим повернула людям віру в чесну працю — вона за два роки виводить колгосп в передові.

## У ролях
- Гунар Кілгас — Райво Коткас
- Франц Малмстен — Міхкель Вутт
- Антс Ескола — Олеп
- Катрін Вяльбе — Ану Вутт
- Еллен Каарма — Сальме
- Рейно Арен — Арно
- Антс Лаутер — Каллак
- Аста Віханді — Хеллі
- Еві Рауер-Сіккель — завідуюча птахофермою
- Лембіт Антон — завідувач клубом
- Рутс Бауман — Мадіс
- Антс Йигі — Тоніс
- Сальме Реек — колгоспниця
- Бетті Куускемаа — хазяйка
- Юрі Ярвет — епізод
- Карл Адер — епізод
- Лія Лаатс — епізод
- Аадо Химре — епізод

## Знімальна група
- Режисер — Олександр Мандрикін
- Сценаристи — Антс Саар, Леонід Соловйов
- Оператор — Володимир Парвель
- Композитор — Густав Ернесакс
- Художник — Пеетер Лінцбах